# Bustul lui Constantin I. Nottara
Bustul lui Consantin I. Nottara, amplasat în curtea Muzeului C. I. Nottara și C. C. Nottara, a fost realizat de sculptorița Milița Petrașcu (1892 - 1976). Bustul este turnat în bronz și este așezat pe un soclu de piatră.
Constantin I. Nottara (1859 – 1935) a fost un important actor al Teatrului Național din București, debutând pe scena acestuia în 1877. A jucat roluri precum: Shylock, Hamlet și Regele Lear din teatrul shakespearean, Don Salluste din „Ruy Blas” de Hugo, Ștefan cel Mare din „Apus de Soare” și Tudose din „Hagi Tudose” de Delavrancea. De asemenea, a lucrat ca director de scenă și profesor la Conservatorul dramatic din Bucuresti.
Lucrarea este înscrisă în Lista monumentelor istorice 2010 - Municipiul București - la nr. crt. 2294, cod LMI B-III-m-B-19978.
Monumentul este situat în curtea Muzeului C. I. Nottara și C. C. Nottara din sectorul 2 de pe Bulevardul Dacia nr. 105.